# Phloeosinus
Phloeosinus är ett släkte av skalbaggar som beskrevs av Félicien Chapuis 1869. Phloeosinus ingår i familjen vivlar.

## Bildgalleri

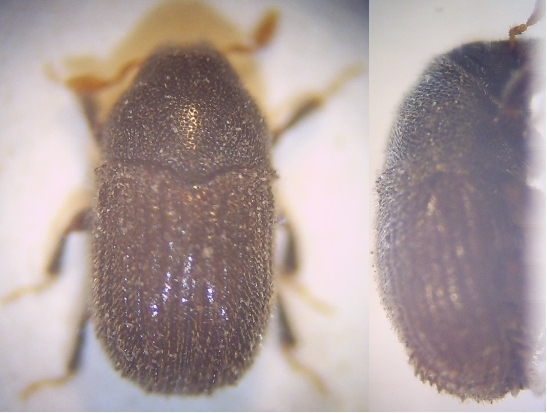

## Dottertaxa tillPhloeosinus, i alfabetisk ordning[1][2]
- Phloeosinus abietis
- Phloeosinus acatayi
- Phloeosinus aciculatus
- Phloeosinus alaskanus
- Phloeosinus andresi
- Phloeosinus antennatus
- Phloeosinus arcessitus
- Phloeosinus arisanus
- Phloeosinus arizonicus
- Phloeosinus armatus
- Phloeosinus assimilis
- Phloeosinus aubei
- Phloeosinus australis
- Phloeosinus baumanni
- Phloeosinus bicolor
- Phloeosinus birmanus
- Phloeosinus blackmani
- Phloeosinus blackwelderi
- Phloeosinus borneensis
- Phloeosinus brunneus
- Phloeosinus brunni
- Phloeosinus buckhorni
- Phloeosinus camphoratus
- Phloeosinus canadensis
- Phloeosinus canus
- Phloeosinus cedri
- Phloeosinus ceylonicus
- Phloeosinus chamberlini
- Phloeosinus chricahua
- Phloeosinus coronatus
- Phloeosinus cribratus
- Phloeosinus cristatus
- Phloeosinus cupressi
- Phloeosinus deleoni
- Phloeosinus dentatus
- Phloeosinus detersus
- Phloeosinus dubiosus
- Phloeosinus dubius
- Phloeosinus enixus
- Phloeosinus frontalis
- Phloeosinus fulgens
- Phloeosinus furnissi
- Phloeosinus gifuensis
- Phloeosinus gillerforsi
- Phloeosinus goliathoides
- Phloeosinus granosus
- Phloeosinus granulatus
- Phloeosinus granulipennis
- Phloeosinus henschi
- Phloeosinus hercegovinensis
- Phloeosinus hoferi
- Phloeosinus hopehi
- Phloeosinus hoppingi
- Phloeosinus hylurgulus
- Phloeosinus imitans
- Phloeosinus impressus
- Phloeosinus inermis
- Phloeosinus izuensis
- Phloeosinus jubatus
- Phloeosinus juniperi
- Phloeosinus kaniksu
- Phloeosinus keeni
- Phloeosinus kesiyae
- Phloeosinus kinabaluensis
- Phloeosinus kiushuensis
- Phloeosinus krimaeus
- Phloeosinus kumamotoensis
- Phloeosinus latus
- Phloeosinus lewisi
- Phloeosinus libani
- Phloeosinus machilus
- Phloeosinus major
- Phloeosinus malayensis
- Phloeosinus maura
- Phloeosinus minor
- Phloeosinus minutus
- Phloeosinus nagaensis
- Phloeosinus nanus
- Phloeosinus negaensis
- Phloeosinus neomexicanus
- Phloeosinus neotropicus
- Phloeosinus nigripes
- Phloeosinus nitidus
- Phloeosinus nonseptis
- Phloeosinus nudifrons
- Phloeosinus osumiensis
- Phloeosinus pacificus
- Phloeosinus palearis
- Phloeosinus papuanus
- Phloeosinus passerinii
- Phloeosinus penangensis
- Phloeosinus perlatus
- Phloeosinus pertuberculatus
- Phloeosinus pfefferi
- Phloeosinus philippinensis
- Phloeosinus phoebe
- Phloeosinus phyllocladus
- Phloeosinus piceae
- Phloeosinus pini
- Phloeosinus podocarpi
- Phloeosinus prostratus
- Phloeosinus pseudotsugae
- Phloeosinus pulchellus
- Phloeosinus punctatus
- Phloeosinus regimontanus
- Phloeosinus rehi
- Phloeosinus robustus
- Phloeosinus rubicundulus
- Phloeosinus rudis
- Phloeosinus rugosus
- Phloeosinus russus
- Phloeosinus rusti
- Phloeosinus sannohensis
- Phloeosinus schumensis
- Phloeosinus scopulorum
- Phloeosinus sequoiae
- Phloeosinus seriatus
- Phloeosinus serratus
- Phloeosinus serrifer
- Phloeosinus setosus
- Phloeosinus sexspinosus
- Phloeosinus shensi
- Phloeosinus shotoensis
- Phloeosinus similis
- Phloeosinus sinensis
- Phloeosinus solomonicus
- Phloeosinus spinifer
- Phloeosinus spinosus
- Phloeosinus splendens
- Phloeosinus squalidens
- Phloeosinus squamosus
- Phloeosinus squamulatus
- Phloeosinus stoeckleini
- Phloeosinus subcarinatus
- Phloeosinus sumatranus
- Phloeosinus swainei
- Phloeosinus tacubayae
- Phloeosinus takahashii
- Phloeosinus taxodii
- Phloeosinus taxodiicolens
- Phloeosinus texanus
- Phloeosinus thujae
- Phloeosinus transcaspicus
- Phloeosinus transversarius
- Phloeosinus tuberculifer
- Phloeosinus tuberculosus
- Phloeosinus turkestanicus
- Phloeosinus utahensis
- Phloeosinus vagans
- Phloeosinus vandykei
- Phloeosinus variolatus
- Phloeosinus vilis
- Phloeosinus wolffi
- Phloeosinus woodi
- Phloeosinus xanthophylli
- Phloeosinus zhobi